# جو كلينك
جو كلينك (بالإنجليزية: Joe Klink)‏ هو لاعب كرة قاعدة أمريكي، ولد في 3 فبراير 1962 في هوليوود في الولايات المتحدة.

## وصلات خارجية
- جو كلينك على موقعبيزبول رفرنس.كوم (الدوري الرئيسي) (الإنجليزية)
- جو كلينك على موقع مشجعي الرسوم البيانية (الإنجليزية)